# Moulins (Aisne)
Moulins é uma comuna francesa na região administrativa de Altos da França, no departamento de Aisne. Estende-se por uma área de 1,6 km². Em 2010 a comuna tinha 78 habitantes (densidade: 48,8 hab./km²).